# Leonard Rosseeuw
Léonard-François-Jacques Rosseeuw (Kortrijk, 10 januari 1805 - 6 april 1889) was lid van het Belgisch Nationaal Congres.

## Levensloop
Rosseeuw werd advocaat in Kortrijk, na zijn rechtenstudies te hebben gedaan aan de universiteit van Gent en in 1828 tot licentiaat in de rechten te zijn gepromoveerd.
In oktober 1830 werd hij tot plaatsvervangend lid van het Nationaal Congres verkozen en toen priester David Verbeke half april ontslag nam, werd hij opgeroepen om effectief te zetelen gedurende de ongeveer drie laatste maanden van het Congres. Hij had amper de minimumleeftijd van 25 jaar bereikt.
Hij was een van de veertien leden die onder impuls van priester Désiré de Haerne bij de verkiezing van een staatshoofd op 3 juni 1831 voorstelden om een inlandse vorst te kiezen, met name Surlet de Chokier. Het voorstel maakte geen kans, maar Rosseeuw bracht niettemin 's anderendaags zijn stem uit voor Surlet en niet voor Leopold van Saksen Coburg. Hij deed dat met de volgende kernachtige verklaring: Ik protesteer met klem tegen de protokollen die België plunderen. Mijn nationaliteit, de onafhankelijkheid en mijn overtuiging dwingen mij te stemmen voor baron Surlet de Chokier, regent van België. Rosseeuw stemde ook tegen het Verdrag der XVIII artikelen. Daarnaast stemde hij ook tegen het wetsontwerp dat betrekking had op de Burgerwacht.
In 1831 wilden de kiezers hem naar de Kamer sturen, maar hij weigerde, zoals hij ieder volgend aanbod voor een politiek mandaat weigerde. Hij bleef een halve eeuw lang advocaat.